# لی الیسون
لی الیسون (انگلیسی: Lee Ellison؛ زادهٔ ۱۳ ژانویهٔ ۱۹۵۷) بازیکن فوتبال اهل بریتانیا است.
از باشگاه‌هایی که در آن بازی کرده‌است می‌توان به باشگاه فوتبال دارلینگتون، باشگاه فوتبال هارتل پول یونایتد، باشگاه فوتبال کرو آلکساندرا، باشگاه فوتبال ساوتپورت، باشگاه فوتبال هرفورد یونایتد، و باشگاه فوتبال لستر سیتی اشاره کرد.